# كاثي دنيس
كاثي دنيس (بالإنجليزية: Cathy Dennis)‏ هي منتجة أسطوانات ومغنية مؤلفة ومغنية وكاتبة غنائية بريطانية، ولدت في 25 مارس 1969 في نورتش في المملكة المتحدة.

## وصلات خارجية
- كاثي دنيس على موقع IMDb (الإنجليزية)
- كاثي دنيس على موقع ميوزك برينز (الإنجليزية)
- كاثي دنيس على موقع أول ميوزيك (الإنجليزية)
- كاثي دنيس على موقع ديسكوغز (الإنجليزية)
- كاثي دنيس على موقع قاعدة بيانات الفيلم (الإنجليزية)